# 1173년

## 연호
- 남송(南宋) 건도(乾道) 9년
- 금(金) 대정(大定) 13년
- 일본(日本) 조안(承安) 3년
- 서하(西夏) 건우(乾祐) 4년
- 리 왕조(李朝) 찐롱바오응(正隆寶應) 11년

## 기년
- 남송(南宋) 효종(孝宗) 11년
- 금(金) 세종(世宗) 13년
- 고려(高麗) 명종(明宗) 3년
- 서하(西夏) 인종(仁宗) 34년
- 리 왕조(李朝) 영종(英宗) 36년

## 사건
- 8월 9일 - 이탈리아의 피사에 종탑 건설이 시작되다. 이 탑은 나중에 피사의 사탑으로 유명해진다.
- 김보당의 난

## 탄생
- 일본의 승려 신란

## 사망
- 고려(高麗)의 18대 국왕(國王) 의종(毅宗)
- 고려(高麗)의 문신(文臣) 김보당(金甫當)